# 和歌山市立西脇小学校
和歌山市立西脇小学校（わかやましりつ にしわきしょうがっこう）は、和歌山県和歌山市にある公立小学校。

## 沿革
- 1876年（明治9年）6月29日 - 海部郡西庄村の願成寺に西庄小学校を創立。
- 1889年（明治22年） - 合併により西脇町の学校となる。
- 1920年（大正9年）3月- 現在地に新校舎を建設し、移転する。
- 1956年（昭和31年） - 西脇町が和歌山市に編入合併したことで和歌山市立西脇小学校と改称。
- 2012年（平成24年） - ロンドンオリンピック銅メダリスト湯元進一選手の表彰式典を体育館にて行う。
- 2013年（平成25年）11月14日 - 租税教室推進校として表彰される。
- 2015年（平成27年）1月30日 - 第１５回環境美化教育優良校として表彰される。
- 2016年（平成28年）6月29日 - 創立140周年を迎え、体育館にて記念集会を行う。

## 進学
和歌山市立西脇中学校の学区である。

## アクセス
南海電気鉄道加太線二里ヶ浜駅下車すぐ。

## 通学区域が隣接している学校
- 和歌山市立木本小学校
- 和歌山市立八幡台小学校
- （大阪府）岬町立多奈川小学校
- 和歌山市立加太小学校